# Tyto glaucops
Tyto glaucops е вид птица от семейство Забулени сови (Tytonidae).

## Разпространение
Видът е разпространен в Доминиканската република, Малки далечни острови на САЩ и Хаити.